# Sapolio
Sapolio es una marca de jabón creada en 1868 por la empresa estadounidense Enoch Morgan Sons. La mayor particularidad del Sapolio Soap (nombre con que se conocía en Estados Unidos) fue el marketing que esta marca utilizaba, reflejada en la importante producción de avisos publicitarios en periódicos y revistas como The New York Grocer y Cosmopolitan, donde aparecía el eslogan característico de la marca: Use Sapolio, presente aún en el inconsciente colectivo en los Estados Unidos.

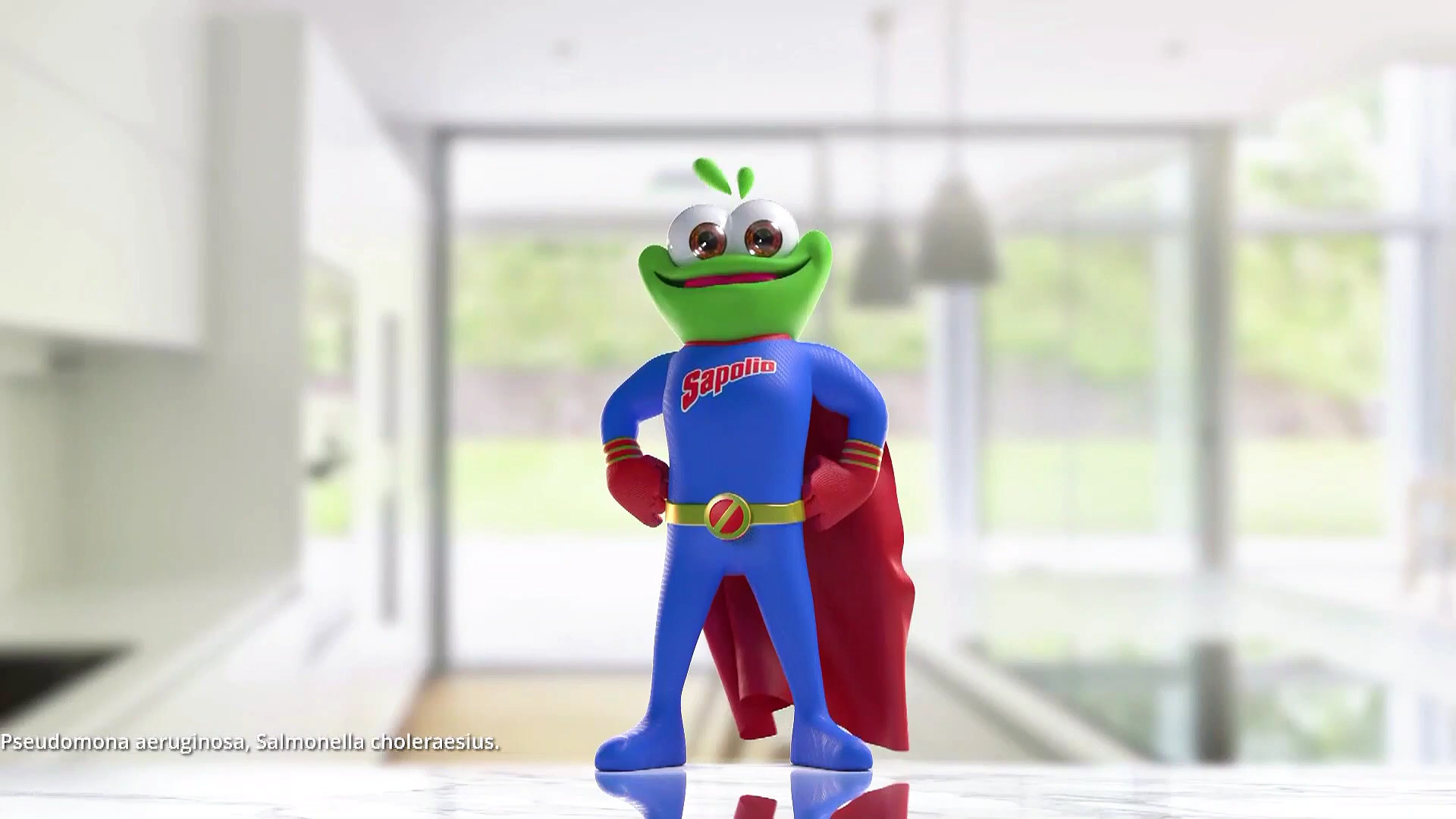
Emblema de la empresa peruana Sapolio

Desde 2019, la marca Sapolio es propiedad de la empresa peruana Alicorp quien compró a Intradevco Industrial por un valor de 490.5 millones de dólares estadounidenses, esta última a su vez había adquirido la marca de Procter & Gamble, la cual la tenía casi abandonada.
En la actualidad, produce y vende en Perú una amplia serie de productos de limpieza bajo esta marca que también son exportados a diversos países (entre ellos, Estados Unidos). En su momento, la empresa Intradevco también compró a su homóloga chilena Klenzo, que tenía la patente de Sapolio en Chile.

## Logotipos
1868-1890
Consistía en que la palabra SAPOLIO estaba hecha con polígonos por sus lados y con un hueco que llevaba el nombre SAPOLIO, y con tipografía de la época.
1890-1900
Las letras S, A, P, O, L, I, O aparecían en círculos, y esto era un fallo.
1900-1960
Era la palabra SAPOLIO, que esta vez estaba hecha con tipografía de la época. Consistía en una tipografía normal en mayúscula. Este logotipo se usó durante un período de sesenta años.
1960-1992; 1970-2005 (usado hasta la llegada de Sapolio en Chile)
Consistía en que las letras «apolio» ahora estaban en minúscula, y la «p» y la «l» eran más largas.
1975-2000 (usado solo en Chile)
Similar al logotipo de 1960 pero, esta vez, perdía la línea larga en la «p» y la «l», y el punto de la «i» era un círculo de color rojo.
1980-1997
Similar al siguiente. La palabra sapolio estaba toda en minúsculas y de color azul.
1997-2002
Se eliminaba las líneas de color rojo, y el texto era rojo y con un borde de color rojo y blanco.
2002-2005
El logotipo se inclinaba, y el borde era de color negro.
2005-2009; 2005-2013 (usado en comerciales y productos sapolio)
Ahora el borde era de color azul.
2009-presente; 2022-presente (usado en comerciales y productos sapolio)
Ahora el logotipo era que las letras de «sa» eran grandes, las de «po» medianas, y las de «lio» pequeñas y con el borde azul.